# Question écrite au gouvernement
La question écrite au gouvernement est, en droit parlementaire français, la procédure par laquelle un député ou un sénateur fait parvenir à un membre du gouvernement de la République française une question écrite.

## Concept
Les questions écrites permettent aux parlementaires d'effectuer une pression sur le ministère, ce dernier étant tenu de répondre. Les questions sont ainsi, pour Michel Ameller un véritable « instrument du contrôle parlementaire ». Elles s'inscrivent dans le cadre de l'article 48 de la Constitution.
Les questions écrites doivent toutefois répondre à certains critères pour être acceptées. Une question écrite ne peut être adressée qu'à un seul ministre, car il ne s'agit pas d'une interpellation. Les questions ne peuvent inclure d'imputation à l'égard de tiers désignés par leur nom, ni être trop longues. Les thèmes abordés par les questions ne peuvent faire l'objet de contrôle. L'avantage procuré par les questions écrites est qu'elles n'ont pas besoin d'autorisation pour être transmises, dès lors qu'elles répondent à ces critères. A contrario, les orateurs des questions au gouvernement sont limités en nombre et sont fixés par la conférence des présidents.
Le règlement de chacune des assemblées dispose de manière similaire les règles relatives à la validité et à la transmission des questions. Le règlement du Sénat dispose que « tout sénateur qui désire poser une question écrite au Gouvernement en remet le texte au Président du Sénat, qui le communique au Gouvernement ». La procédure est identique à l'Assemblée nationale.
Les questions écrites au gouvernement sont publiées au Journal officiel de la République française, ce qui permet d'utiliser les réponses dans le cadre de procès ou de recours contentieux.
Certaines questions n'ont pendant longtemps pas reçu de réponse de la part du ministre concerné. Le règlement du Sénat fixe à deux mois, sans interruption, le délai de réponse maximal du ministre. Dans le cas où la question n'a pas obtenu de réponse passés les deux mois, elle est convertie en question orale à la demande du sénateur. Le président de l'assemblée idoine peut inciter le parlementaire à ce faire.

## Utilisation
Les questions écrites permettent au parlementaire d'être le relai des préoccupations des citoyens. La plupart des questions écrites sont basées sur le courrier reçu par les députés et sénateurs de la part de leurs administrés. Les questions écrites peuvent également servir à un groupe d'intérêt pour attirer l'attention du gouvernement sur une question qui l'intéresse. Le parlementaire peut utiliser les questions au gouvernement pour témoigner de son engagement de son soutien en faveur d'une cause de sa circonscription : ainsi de députés qui s'inquièteraient, par exemple, de la suppression de classes préparatoires aux grandes écoles dans leur circonscription, ou de l'expansion d'une usine polluante dans une vallée.
Les questions écrites peuvent permettre d'assurer un leadership au sein du groupe parlementaire et de l'opinion, et de mettre en lumière des erreurs ou échecs du gouvernement dans divers domaines. Le député François Mitterrand utilisait par exemple les questions principalement au sujet de la politique étrangère de la France. Lors de certains déplacements présidentiels, il soulève la question de leur coût pour les finances publiques. Cela permet aux parlementaires minoritaires d'exister.
Parce que la question écrite contraint le ministre à rendre des comptes sur l'activité de son ministère, elle peut permettre d'obtenir des informations qui étaient auparavant cachées ou non diffusées. Ainsi, en 1976, le député Georges Fillioud a ainsi attiré l'attention du gouvernement sur la présence d'officiers de la CIA à Paris et sur la connaissance par les services de renseignement français de cet état de fait. Le député spécialiste des finances publiques et du budget de la présidence de la République René Dosière a obtenu des informations grâce à cette procédure, contribuant à faire évoluer le cadre juridique du budget présidentiel dans les années suivantes.
Il est arrivé que certains sujets, considérés comme trop délicats, fassent l'objet d'une absence de réponse. Ainsi d'une question d'un député de 1947, qui soulevait la connaissance par le gouvernement de l'utilisation des milliards de francs volés à la Banque de France par des maquisards au cours du plus grand casse de l'histoire de France, l'attaque du train de la Banque de France.

## Données chiffrées
En 2018-2019, 5 405 questions écrites ont été déposées, et 4 871 réponses à des questions écrites ont été reçues. Le nombre de questions écrites posées fait l'objet d'une compétition entre certains députés.